# Relations entre Antigua-et-Barbuda et l'Union européenne
Les relations entre Antigua-et-Barbuda et l'Union européenne reposent principalement sur le partenariat entre les pays d'Afrique, Caraïbes et Pacifique, la Communauté caribéenne et la Communauté d'États latino-américains et caraïbes et l’Union européenne. L'Union est le seul donateur majeure d'aide à Antigua-et-Barbuda.

## Sources

## Compléments